# Sunshine and Gold
Sunshine and Gold er en amerikansk stumfilm fra 1917 af Henry King.

## Medvirkende
- Marie Osborne som Mary
- Henry King
- Daniel Gilfether som James Andrews
- Neil Hardin som Dr. Andrews
- Arma Carlton